# Wacław Zatorski
Wacław Zatorski (ur. 21 września 1898 w Częstochowie, zm. 4 grudnia 1970 w Grójcu) – major dyplomowany kawalerii Wojska Polskiego.

## Życiorys
Urodził się 21 września 1898 roku w Częstochowie, w rodzinie Franciszka i Anny z Kucharczyków. W 1914 wstąpił do Legionów Polskich. Pełnił służbę w 1 pułku ułanów. Od 6 lutego do 4 kwietnia 1917 roku był słuchaczem kawaleryjskiego kursu podoficerskiego przy 1 pułku ułanów w Ostrołęce. Kurs ukończył z wynikiem dobrym. Posiadał wówczas stopień ułana. Później został mianowany kapralem . Latem tego roku, po kryzysie przysięgowym, został internowany w Szczypiornie.
Od listopada 1918 roku służył w Wojsku Polskim. Walczył na wojnie z bolszewikami jako porucznik, dowódca szwadronu w Pułku Jazdy Tatarskiej.

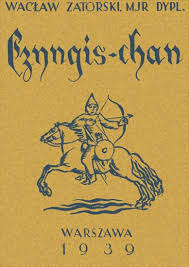
Książka Czyngis-chan z 1939

3 maja 1922 roku został zweryfikowany w stopniu porucznika ze starszeństwem z dniem 1 czerwca 1919 roku i 237. lokatą w korpusie oficerów jazdy (od 1924 roku – kawalerii), a jego oddziałem macierzystym był 4 pułk strzelców konnych. 12 kwietnia 1927 roku został mianowany rotmistrzem ze starszeństwem z dniem 1 stycznia 1927 roku i 10. lokatą w korpusie oficerów kawalerii. Do 1930 roku w dalszym ciągu pełnił służbę w 4 pułku strzelców konnych w Płocku. Z dniem 4 stycznia 1932 roku został powołany z Centrum Wyszkolenia Broni Pancernych do Wyższej Szkoły Wojennej w Warszawie, w charakterze słuchacza Kursu 1931–1933. Z dniem 1 października 1933 roku, po ukończeniu kursu i otrzymaniu tytułu naukowego oficera dyplomowanego, został przeniesiony do Dowództwa Okręgu Korpusu Nr IV w Łodzi. Mianowany majorem z 7. lokatą w korpusie oficerów kawalerii. Wiosną 1939 roku pełnił służbę w Wojskowym Biurze Historycznym w Warszawie na stanowisku kierownika referatu.
Ukończył również Wyższą Szkołę Dziennikarstwa w Warszawie i historię na Wydziale Humanistycznym Uniwersytetu Józefa Piłsudskiego w Warszawie. W 1948 roku powrócił do kraju .
Zmarł 4 grudnia 1970 roku w Grójcu .
Autor artykułów w „Przeglądzie Historyczno-Wojskowym” i książki Czyngis-chan, wydanej w 1939 r. przez Główną Księgarnię Wojskową, tuż przed wybuchem II wojny światowej, a wznowionej w 2015 r. przez Wydawnictwo Poznańskie pod tytułem Wojny Czyngis-chana. 1194–1242.

## Ordery i odznaczenia
- Krzyż Niepodległości (15 kwietnia 1932)[21]
- Krzyż Walecznych (dwukrotnie)[22]
- Złoty Krzyż Zasługi (25 maja 1939)[23]
- Srebrny Krzyż Zasługi[6]
- Medal za Ratowanie Ginących[6]
- Medal Pamiątkowy za Wojnę 1918–1921[6]
- Medal Dziesięciolecia Odzyskanej Niepodległości[6][7]